# Garden (Death Plus e Lil Peep)
Garden è un EP collaborativo tra i rapper statunitensi Death Plus e Lil Peep, pubblicato il 25 agosto 2015 dalla RepostNetwork.
Il 20 gennaio 2018, Death Plus ha ri-masterizzato e ri-pubblicato l'album su tutte le piattaforme.

## Tracce
Testi di Zackary Goss, Gustav Åhr.
1. 420 – 4:21 (musica: Death Plus, DJ Phataali)
2. Piss – 4:01 (musica: Leyhan)
3. SagginMyPants – 2:58 (musica: Willie G)
4. Crystals – 2:40 (musica: OmenXIII)
5. Body – 2:50 (musica: Cast)
6. Garden – 3:14 (musica: Dubz, Rich Beatz)

## Formazione

### Musicisti
- Lil Peep – voce, testi
- Death Plus – voce, testi

### Produzione
- DJ Phataali – produzione
- Leyhan – produzione
- Dubz – produzione
- Cast – produzione
- Rich Beatz – produzione
- OmenXIII – produzione
- Willie G – produzione